# Michael Hain
Michael Hain  ist ein Brigadegeneral (außer Dienst) der Luftwaffe der Bundeswehr. Er war in letzter Verwendung bis zum 1. Februar 2019 General Manager der NATO Airborne Early Warning and Control Programme Management Organisation.

## Militärische Laufbahn

### Ausbildung und erste Verwendungen
Hain trat 1981 in die Luftwaffe ein. Nach der Ausbildung zum Navigator bei der USAF und des Basistrainings zum Waffensystemoffizier auf der F-4E Phantom II diente er von 1984 bis 1995 beim Jagdbombergeschwader 36 "Westfalen" in Rheine-Hopsten. Hierbei war er auch als Einsatzoffizier auf Staffel-, Gruppen- und Geschwaderebene eingesetzt. In seiner letzten Verwendung dort war er Staffelchef der F-4F-Trainingstaffel.

### Dienst als Stabsoffizier
Von 1995 bis 1997 absolvierte Hain den Generalstabslehrgang an der Führungsakademie der Bundeswehr in Hamburg. Dieser wurde von einer zweijährigen Verwendung als Abteilungsleiter im Lufttransportkommando der Luftwaffe in Münster gefolgt. Von 1999 bis 2001 diente Hain im Luftwaffenführungskommando in Köln-Wahn. Hier war er für Weiterentwicklung im Bereich Luft-Bodenangriff, Luftaufklärung und Zielerfassung zuständig. Weitere Aufgaben war die Auswertung der Balkan Air Operations (Deny Flight, Deliberate Force und Allied Force), sowie Mitarbeit bei der Neugliederung der Luftwaffe. 2001 folgte eine Stabsverwendung im Bundesministerium der Verteidigung in Bonn, wo er für die Harmonisierung der ISR-Anforderungen der Teilstreitkräfte und der Entwicklung einer teilstreitkräfteübergreifenden Doktrin sowie der Verbesserung der internationalen Zusammenarbeit im Bereich Aufklärung zuständig war. Es folgte 2004 bis 2006 eine Verwendung beim Alliance Ground Surveillance-Support Staff (AGS3) der NATO. Hier war Hain für die Einsatzgrundsätze und technischen Aspekte von AGS zuständig. Mit der Entscheidung ein AGS-Implementation-Office bei SHAPE einzurichten wurde Hain der erste Abteilungsleiter. Es folgte wiederum eine Verwendung als Referatsleiter im Bundesverteidigungsministerium (Referat V5 Abteilung Ausrüstung), wo er für die Beschaffung und die Bewirtschaftung aller Boden-Luft-Verteidigungssysteme und Fliegender Waffensysteme zuständig war. Dies umfasste große multinationale Systeme wie Eurofighter, Airbus A400M, MEADS, NH 90, UAVs und Satelliten. Zusätzlich war diese Abteilung zuständig für das Management von NATO-Programmen wie AGS, NATO Missile Defence and NATO Airborne Early Warning and Control.

### Dienst als General
Im April 2013 wurde Hain unter Ernennung zum Brigadegeneral General Manager der NATO Airborne Early Warning and Control Programme Management Organisation in Brunssum, Niederlande. Zum 1. Februar 2019 übergab er diesen Dienstposten an Brigadegeneral Michael Gschoßmann und trat in den Ruhestand.